# Acropora ridzwani
Acropora ridzwani är en korallart som beskrevs av Ditlev 2003. Acropora ridzwani ingår i släktet Acropora och familjen Acroporidae. IUCN kategoriserar arten globalt som otillräckligt studerad. Inga underarter finns listade i Catalogue of Life.